# Gereint fab Erbin
Gereint fab Erbin ['gereint vaːb 'erbin] („Gereint, der Sohn des Erbin“), auch Geraint fab Erbin, ist der Titel einer der „drei Romanzen“ (Y Tair Rhamant) der walisischen Literatur. Die beiden anderen sind Iarlles y Ffynnawn („Die Herrin der Quelle“) und Peredur fab Efrawg („Peredur, der Sohn Efrawgs“). Die Figur des Titelhelden wird auch in anderen Gedichten des Llyfr Du Caerfyrddin („Das Schwarze Buch von Carmarthen“), z. B. Englynion Gereint („Die Strophen Gereints“), und des Llyfr Coch Hergest („Das Rote Buch von Hergest“) genannt.

## Inhalt
Gereint war vermutlich eine historische Person zum Ende des 6. Jahrhunderts.
In der vorliegenden Romanze wird er als Gefolgsmann von König Arthur beschrieben.
Gereint will eine Schmach rächen, die ihm und einer Jungfrau aus dem Gefolge von Gwenhwyfar durch einen geheimnisvollen Ritter fernab vom Arthur-Hof zugefügt wurde. Bei der Verfolgung seines Gegners nimmt er Quartier bei einem verarmten Edelmann und lernt dort dessen Tochter kennen.
Und zu ihrer [der Mutter] Seite war ein Mädchen, das ein Hemd und einen Mantel trug, der sehr alt war und bereits zu zerschleißen begann. Und er zweifelte nicht, dass er niemals eine Jungfrau gesehen hätte, vollkommener im Übermaß von Schönheit und Gestalt und Liebreiz.
Er verhilft dem Vater des Mädchens wieder zu seinem Besitz, den derselbe Ritter, der sein Gegner ist, einbehalten hatte. Dadurch gewinnt er in dem Mädchen seine Braut und feiert nach seiner Rückkehr an den Arthur-Hof eine prächtige Hochzeit mit ihr. Erst dabei wird vom Dichter der Erzählung zum ersten Male der Name des Mädchens, Enid, genannt. Gereint zieht ins Königreich seines alten Vaters und übernimmt von ihm die Herrschaft, wobei ihm Gwalchmei fab Gwyar (Gawain) und Gwrhyr Gwalstawd Ieithoedd mit gutem Rat helfen. Da Gereint sich aber lange Zeit fast nur mehr um seine Gattin kümmert, werfen ihm die anderen Ritter seines Hofes eine schwere Vernachlässigung seiner Pflichten vor. Deshalb kommt es zum Streit zwischen den beiden Ehegatten, die einander aus einem Missverständnis der Untreue verdächtigen. Gereint zwingt Enid, gemeinsam mit ihm als sein Schildknappe auf Abenteuersuche auszureiten, wobei er sie sehr streng behandelt. Er verbietet ihr sogar, ihn anzusprechen, was Enid aber immer dann missachtet, wenn er sich in Gefahr befindet.
„Ich will dein Gebot befolgen, Herr, so gut ich es vermag“, antwortete sie.
Erst nach vielen erfolgreich bestandenen gefährlichen Abenteuern, bei denen er fast getötet und von Enid und seinem Freund Gwiffred petit gesund gepflegt wird, erkennt Gereint endlich Enids Treue und die beiden versöhnen sich.
Nach Bernhard Maier ist dies ein Beispiel für die in der walisischen Überlieferung weitverbreitete Tendenz, nahezu alle Sagenfiguren in den Arthur-Sagenkreis einzuordnen.
In den Englynion y Clyweid („Die Sprüche der Weisen“) wird Gereint der Satz „Kurzlebig ist der Neid an den Heiligen“ zugeschrieben.
Chrétien de Troyes hat diesen Stoff in seinem Gedicht Erec et Enide aus dem 12. Jahrhundert bearbeitet. Kurze Zeit später beschrieb Hartmann von Aue um 1180–90 in seinem Erec dasselbe Thema.